# Кам'янська сільська рада (Новопсковський район)
| Кам'янська сільська рада — колишній орган місцевого самоврядування у Новопсковському районі Луганської області з адміністративним центром у с. Кам'янка. Історична дата утворення: в 1943 році. Водоймища на території, підпорядкованій даній раді: річка Кам'янка. Сільській раді були підпорядковані населені пункти: - с. Кам'янка - с. Степне |

## Склад ради
Рада складалася з 16 депутатів та голови.

### Керівний склад ради
| ПІБ                             | Основні відомості                                                         | Дата обрання | Дата звільнення |
| ------------------------------- | ------------------------------------------------------------------------- | ------------ | --------------- |
| Неберикутя Володимир Михайлович | Сільський голова, 1950 року народження, освіта, безпартійний              | 26.03.2006   | 06.06.2010      |
| Плис Віталій Іванович           | Сільський голова, 1961 року народження, освіта вища, член Партії регіонів | 31.10.2010   |                 |

Примітка: таблиця складена за даними джерела